# Güzelyayla, Maçka
Güzelyayla là một xã thuộc huyện Maçka, tỉnh Trabzon, Thổ Nhĩ Kỳ. Dân số thời điểm năm 2011 là 226 người.